# Eugaurax setigena
Eugaurax setigena är en tvåvingeart som beskrevs av Curtis W. Sabrosky 1974. Eugaurax setigena ingår i släktet Eugaurax och familjen fritflugor. Inga underarter finns listade i Catalogue of Life.